# Portugal no Século XX
Portugal no Século XX foi uma série de documentários portuguesa transmitida pela RTP1 entre 1973 e 1974 da autoria e realização de António Ruano e da locução de Fernando Balsinha e Eládio Climáco que apresentava Portugal no século atual, o século XX. A série apresentava imagens e vídeos de acontecimentos portugueses e de acontecimentos estrangeiros, mas que influenciaram Portugal.

## Curiosidades
- Portugal no Século XX foi a primeira série de documentários portuguesa.
- Fernando Balsinha, um dos locutores da série, também era na altura um dos apresentadores do Telejornal.
- A série foi reposta na RTP Memória entre 2015 e 2016 aos domingos às 21h.